# Medalla del Soldado
La Medalla del Soldado en (inglés: Soldier 's Medal) es una condecoración militar del Ejército Estados Unidos, establecida por una ley del Congreso de Estados Unidos (Ley Pública 446- 69o Congreso, 2 de julio de 1926 (44 Stat. 780), el 2 de julio de 1926
Es otorgada a cualquier miembro de las Fuerzas Armadas de los Estados Unidos o de una nación aliada mientras su servicio con los Estados Unidos, se distinga por su heroísmo, sin estar en situación de conflicto con el enemigo. La actuación ha de tener peligro personal y riesgo voluntario de la propia vida, y no se concederá solo por el hecho de haber salvado una vida.
Puede ser otorgada en tiempos de paz si el heroísmo mostrado equivaldría al merecedor de la Cruz de Servicios Distinguidos en tiempos de guerra. Su concesión implica un aumento del 10% de la paga de la jubilación.
Las primeras medallas fueron otorgadas el 17 de octubre de 1927 a John F. Burns y a James P. Martin, por el heroísmo mostrado durante un incendio, y a James K. Wilson y en Cleophas C. Burnett por salvar a personas de morir ahogadas. Entre los receptores está el General Colin Powell, que la ganó durante la Guerra de Vietnam por salvar a dos compañeros de las llamas después de que el helicóptero donde viajaban se estrellara. En 2001, tras el ataque terrorista contra El Pentágono, fueron otorgadas 28 medallas, (la mayor concesión de la medalla), al personal que arriesgó su vida para salvar las de sus compañeros.
Desde el inicio de la Operación Libertad Duradera, más de 100 soldados han recibido esta medalla.

## Diseño
La medalla es un octágono de bronce, de 3,75 cm de longitud. En el anverso aparece un águila con las alas abiertas sobre un haz con el hacha apuntando hacia arriba, entre dos grupos de estrellas, seis y siete, con unas ramas sobre el grupo de 6 estrellas. En el reverso aparece un escudo con 13 barras, con las letras US en la parte superior, rodeado de ramas de laurel y de roble. En la parte superior está la inscripción Soldier's Medal', y debajo la inscripción For Valor. En la base hay un espacio para grabar el nombre del receptor .
Cuelga de una cinta de 3,75 cm de ancho, con dos franjas laterales de 1,16 cm en azul marino y en el centro hay 13 franjas en blanco y rojo de igual ancho.

## Condecorados notables
- Colin Powell: secretario de Defensa en la Administración de Bush Jr.